# Weltenburg (Schiff, 1991)
Die Weltenburg ist ein deutsches Fahrgastschiff.

## Geschichte
Das Schiff wurde 1991 unter der Baunummer 124 auf der Lux-Werft in Mondorf gebaut. Es ist 46,65 Meter lang, 8,4 Meter breit und mit zwei Maschinen von MAN mit je 300 PS ausgerüstet. Es darf 500 Personen befördern. Etwa 150 Plätze bietet das Hauptdeck, das auch eine Tanzfläche bietet, ungefähr 120 das Mitteldeck. Die übrigen Plätze für Fahrgäste befinden sich auf dem Sonnendeck.
Außer der Weltenburg betreibt die Personenschifffahrt Stadler, die die Strecke Kelheim–Weltenburg sowie den Main-Donau-Kanal und das Altmühltal befährt, noch das Schiff Kelheim, das ebenfalls auf der Lux-Werft gebaut wurde. Diese Kelheim ist nicht das erste Schiff dieses Namens bei Stadler. Zuvor war dort eine 1978/79 gebaute Kelheim im Einsatz gewesen, die inzwischen unter dem Namen Bernkastel für die Mosel-Schiffs-Touristik in Bernkastel-Kues fährt, und vor dieser war eine Kelheim aus dem Jahr 1958 in Kelheim beheimatet gewesen. Dieses Schiff trägt mittlerweile den Namen Raiffeisen.